# 정하상
성 정하상 바오로(丁夏祥, 1795년 ~ 1839년 9월 22일)은 조선의 천주교 순교자, 평신도 신학자, 교회 지도자로 1801년 신유박해로 순교한 정약종의 아들이자 정약용의 조카이다. 세례명은 바오로이다. 1984년 한국 천주교회 200주년 기념을 위해 방한한 교황 요한 바오로 2세가 성인으로 시성하였다. 세례명으로 쓰일 때는 하상바오로로 한다.정하상의 부친 정약종은 한국 천주교회의 처음 한글 교리서인 《주교요지》를 저술할만큼 학문과 문재가 모두 뛰어났는데, 정하상도 《상재상서》를 저술하여 조선의 천주교 박해가 부당하다고 주장하였다.

## 생애
부친 정약종(아우구스티노, 1760년-1801년)과 형 정철상(가롤로, ?-1801년)은 1801년 신유박해때 참형으로 순교하였다. 신유박해는 정순왕후가 남인들을 숙청하기 위해 '사학 엄금교서'를 내림으로써 발생한 천주교회 박해사건이다.
박해로 재산이 몰수되어 생계를 유지할 수 없게 된 정하상은 어머니 유소사(체칠리아, 1761년-1839년)와 여동생 정정혜(엘리사벳, 1791년-1839년)와 같이 숙부인 다산 정약용의 고향마재에서 살았다. 친척들은 천주교 신앙을 버리지 않는 정하상의 가족을 좋아하지 않았는데, 샤를 달레의 천주교회사에 의하면 그리스도 신앙을 지키기 위해 상당한 곤욕을 치렀다.
| “ | “여러 사람이 아직도 귀양살이를 하고 있던 정씨 일가는 천주교란 말만 들어도 벌벌 떨며, 그런 교를 계속 믿으려 한다는 생각조차 할 수 없었다. 그래서 친척들은 정하상과 그 집안 식구들이 천주교를 버리게 하려고 온갖 노력을 기울였다. 통렬한 비난, 협박, 멸시, 조소, 심지어 학대까지도 모두 동원되었다.”(<한국천주교회사> 달레, 86~87쪽) | ” |

그럼에도 정하상의 모친 유소사는 자녀들에게 기도문(經文)을 가르침으로써 신앙을 버리지 않도록 격려하였다. 하지만 이는 구전에 의한 교육이었으므로 체계적인 교의교육을 받지는 못했다. 천주교 탄압으로 천주교 서적이 소각되었기 때문이다. 이에 교의를 배우는데 한계를 느낀 정하상은 신유박해때 함경도 무산(茂山)에 귀양가 있는 조동섬(趙東暹, 유스티노)을 찾아가 천주교와 학문을 배웠다.

### 천주교 신부 입국 요청
정하상은 1801년 신유박해때 중국 천주교 사제인 주문모 신부가 순교하여 천주교회를 지도할 사제가 없다는 사실을 생각하였다. 실질적인 조선 천주교 교회의 지도자가 된 정하상은 역관의 종으로 위장취업함으로써 북경에 가서 천주교 사제가 조선에 오기를 청하였다. 조선에 선교사가 들어와서 예수님께서 가르쳐주신 복음을 전하도록, 양반신분이었음에도 종이 되는 겸손함을 실천한 것이다. 정하상은 성직자 영입을 위해 중국에 다녀올 동안에 조숙 베드로, 권영례 데레사(1819년 함께 살아온 고 발바라 교우와 함께 서소문에서 순교)부부의 도움을 받았다.
하지만 1805년 중국에서도 교회박해가 발생하여 천주교 북경교구에서도 선교사를 보낼 수 없었다. 하지만 이에 낙심하지 않고 정하상은 한양에서 여동생 정정혜(엘리사벳)과 어머니와 함께 살면서 북경에 갔다. 1824년에는 교우이자 중국말 역관인 유진길(劉進吉) 등이 동반하였는데, 학식이 있고 글도 잘 쓰는 유진길의 동행은 정하상의 뜻을 이루는데 도움이 되었다. 유진길이 쓰고, 라틴말로 번역한 서신을 본 교황 레오 12세는 조선을 독립된 전교지로 지정해서 교황청에 직속시키고 파리 외방전교회에게 전교를 맡긴 것이다.
정하상은 1825년 조선의 독립 교구 설치를 교황청에 청원하였고, 이에 응한 교황 그레고리오 16세는 파리 외방전교회 산하에 천주교 조선교구를 설치하여 브뤼기에르 주교를 초대 교구장으로 임명하였다(1831년 천주교 조선교구 설치). 조선교구장으로 임명받은 브뤼기에르 주교는 모방 신부, 샤스탕 신부와 함께 조선에 입국하려고 하였다. 하지만 중국인 천주교 사제인 유방제 신부가 혼자서 전교를 하려고 하는 욕심을 부려서 뜻을 이루지 못하고 1835년 만주에서 병으로 세상을 떠났다. 헌종 2년(1836년) 1월 모방 신부가 조선 천주교인들의 안내로 조선에 입국했는데, 모방 신부는 정하상을 ‘중심이 되는 인도자’로 존중하여 숙소도 그의 집으로 삼았다. 교회에 해를 준 유방제 신부를 조선 천주교회 부주교의 권리로써 중국에 돌려보낸 모방 신부는 앵베르 주교, 샤스탕 신부와 함께 선교사로 활동하였다. 헌종 4년(1838년)에 9천여 명으로 천주교 신자들의 수가 늘어나자 선교사들은 조선인 천주교 신부를 키우고자 하였다. 모방 신부는 조선 천주교회를 지도해 온 정하상의 도움을 받아, 헌종 2년(1836) 김대건·최양업·최방제를 천주교회 신부 후보로 선발했다. 앵베르 주교는 학식이 있고, 성실히 신앙생활을 해온 정하상에게 신학을 가르쳤다.

### 순교
기해박해가 일어난 1839년 9월 22일에 참수되어 순교하였다. 어머니 유소사와 누이 정정혜도 그 해에 순교함으로써 정약종 가족은 모두 그리스도 신앙을 지키기 위해 죽음을 택한 순교자 가족이 되었다. 체포 직전 기독교변증서 《상재상서》를 저술하였고, 1890년 홍콩 천주교의 약망(若望)주교가 간행하였는데, 이때 정하상의 전기인 정보록 일기도 같이 출간되었다.

## 참고 자료
- 원 헥톨, 《한국 신학》 (원흥문화사, 1998)
- 생활성서 2007년 8월호,삼형제 이야기 p.88
- 소년 잡지[6]
- 아이처럼 즐겁게 형장으로, 천국으로, 풍양 조씨의 박해에서 천주교를 지킨 정하상/이덕일/한겨레 21 2008.02.15 제697호
- 가톨릭 신문